# Štore (plaats)
Štore is een plaats in Slovenië en maakt deel uit van de gemeente Štore in de NUTS-3-regio Podravska. De plaats telde 2.149 inwoners op 1 januari 2020.